# Cecilia Cavendish-Bentinck

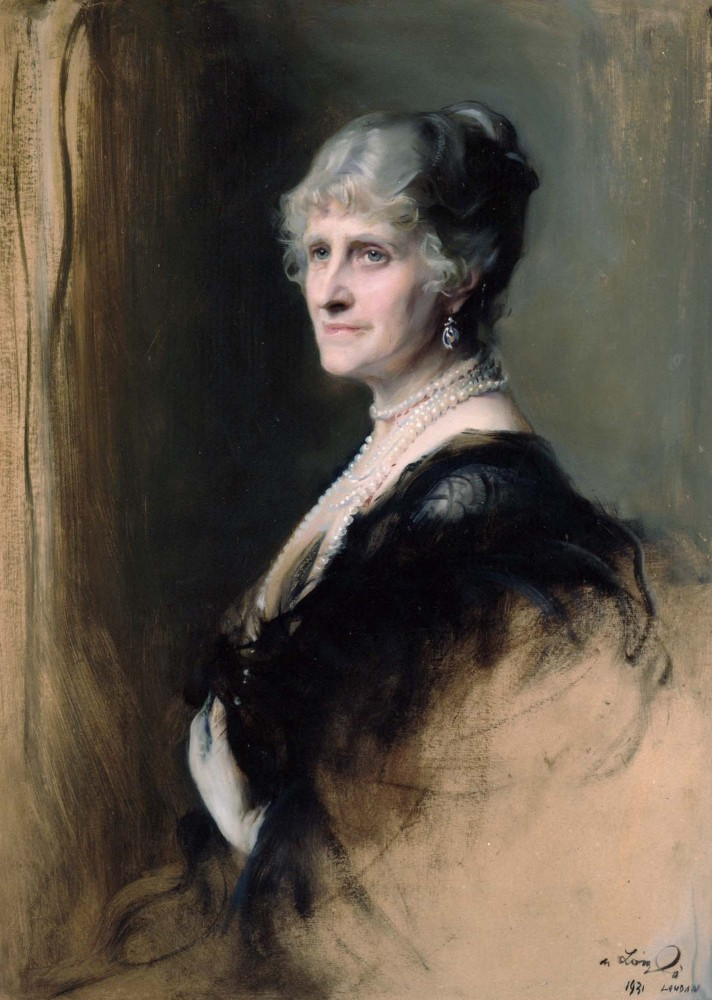
Cecilia Bowes-Lyon, Countess of Strathmore and Kinghorne, Porträt von Philip Alexius de László, 1931

Nina Cecilia Cavendish-Bentinck, verheiratete Nina Cecilia Bowes-Lyon, Countess of Strathmore and Kinghorne, GCVO, GBE, DStJ (* 11. September 1862 in London; † 23. Juni 1938 ebenda), war eine britische Aristokratin aus dem Hause der Dukes of Portland sowie die Großmutter und Taufpatin der Königin Elisabeth II.

## Leben
Cecilia war die älteste Tochter von drei Kindern des Reverend Charles William Frederick Cavendish-Bentinck (1817–1865) und seiner zweiten Ehefrau Caroline Louisa Burnaby (1832–1918), älteste Tochter des englischen Grundbesitzers und High Sheriff von Leicestershire Edwyn Burnaby und der Anne Caroline Salisbury. Sie war die Ur-Enkelin des britischen Premierministers William Cavendish-Bentinck, 3. Duke of Portland. Sie entstammte in agnatischer Linie dem englischen Zweig der alten niederländischen Adelsfamilie Bentinck und war außerdem eine Nachfahrin des englischen Königs Heinrich VII. aus dem Haus Tudor.

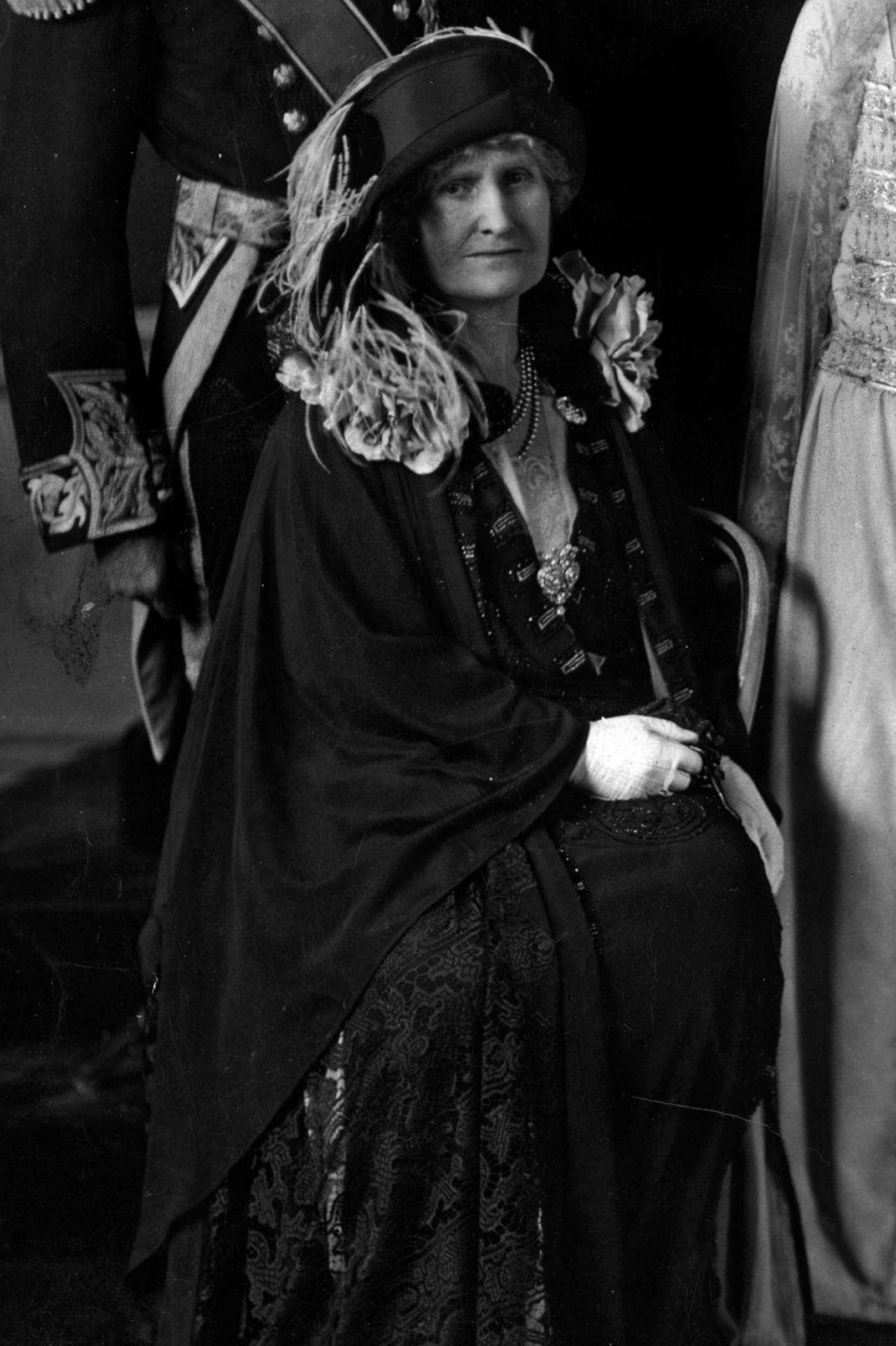
Cecilia Bowes-Lyon bei der Hochzeit ihrer Tochter Elizabeth 1923

Am 16. Juli 1881 heiratete sie in London den schottischen Aristokraten und Offizier der Life Guards Claude George Bowes-Lyon, Lord Glamis (1855–1944), den ältesten Sohn des Claude Bowes-Lyon, 13. Earl of Strathmore and Kinghorne, den dieser 1904 als 14. Earl of Strathmore and Kinghorne beerbte. Das Ehepaar lebte abwechselnd in London und auf Glamis Castle, dem schottischen Stammsitz der Familie Bowes-Lyon. Aus der Ehe, die allen Berichten zufolge harmonisch verlief, gingen zehn Kinder hervor:
- Lady Violet Hyacinth Bowes-Lyon (1882–1893);
- Lady Mary Frances Bowes-Lyon DCVO (1883–1961), ⚭ 1910 Sidney Buller-Fullerton-Elphinstone, 16. Lord Elphinstone;
- Patrick Bowes-Lyon, 15. Earl of Strathmore and Kinghorne (1884–1949), ⚭ 1908 Lady Dorothy Beatrice Godolphin Osborne, Tochter des George Osborne, 10. Duke of Leeds;
- Hon. John Herbert Bowes-Lyon (1886–1930), ⚭ 1914 Hon. Fenella Hepburn-Stuart-Forbes-Trefusis, Tochter des Charles Hepburn-Stuart-Forbes-Trefusis, 21. Baron Clinton;
- Hon. Alexander Francis Bowes-Lyon (1887–1911);
- Hon. Fergus Bowes-Lyon (1889–1915), gefallen, ⚭ 1914 Lady Christian Norah Dawson-Damer, Tochter des Lionel Dawson-Damer, 5. Earl of Portarlington;
- Lady Rose Constance Bowes-Lyon GCVO CStJ (1890–1967), ⚭ 1916 William Leveson-Gower, 4. Earl Granville;
- Hon. Michael Claude Hamilton Bowes-Lyon (1893–1953), ⚭ 1928 Elizabeth Margaret Cator;
- Lady Elizabeth Angela Marguerite Bowes-Lyon (1900–2002), ⚭ 1923 Prinz Albert, Duke of York, ab 1936 als Georg VI. König des Vereinigten Königreichs von Großbritannien und Nordirland, letzter Kaiser von Indien sowie Oberhaupt des Commonwealth of Nations;
- Hon. Sir David Bowes-Lyon KCVO (1902–1961), ⚭ 1929 Rachel Pauline Spender Clay.

Während des Ersten Weltkrieges diente Glamis Castle als Lazarett und Sanatorium für die verwundeten Soldaten. Zu diesem Zeitpunkt entdeckten Ärzte bei Lady Bowes-Lyon Krebs und im Oktober 1921 wurde die operative Entfernung der Gebärmutter (Hysterektomie) vorgenommen. In den folgenden Jahren lebte sie völlig zurückgezogen auf dem Stammsitz der Familie Bowes-Lyon. Auf der Hochzeit ihrer Enkelin Anne Bowes-Lyon im April 1938 erlitt Lady Bowes-Lyon einen Herzinfarkt, an dessen Folgen sie acht Wochen später starb. Ihre sterblichen Überreste wurden vier Tage später in der Familiengruft auf Glamis Castle bestattet.

## Name in verschiedenen Lebensphasen
- 1862–1881 Miss Cecilia Cavendish-Bentinck
- 1881–1904 Cecilia Bowes-Lyon, Lady Glamis
- 1904–1938 Cecilia Bowes-Lyon, Countess of Strathmore and Kinghorne